# Talking Timbuktu
Talking Timbuktu är ett album av den maliske musikern Ali Farka Touré i samarbete med Ry Cooder. Det spelades in 1993 och gavs ut 1994. 1995 vann det en Grammy för bästa världsmusikalbum.

## Låtlista
1. "Bonde" (Ali Farka Touré) - 5:28
2. "Soukora" (Ali Farka Touré) - 6:05
3. "Gomni" (Ali Farka Touré) - 7:00
4. "Sega" (Ali Farka Touré) - 3:10
5. "Amandrai" (Ali Farka Touré) - 9:22
6. "Lasidan" (Ali Farka Touré) - 6:06
7. "Kelto" (Ali Farka Touré) - 5:42
8. "Banga" (Ali Farka Touré) - 2:32
9. "Ai Du" (Ali Farka Touré) - 7:09
10. "Diaraby" (traditionell) - 7:25